# Carla Bley
Carla Bley, geboren als Carla Borg (Oakland (Californië), 11 mei 1936 – Willow (New York), 17 oktober 2023) was een Amerikaanse componiste, pianiste, organiste en bigbandleider op het gebied van de jazzmuziek.

## Loopbaan
Omdat haar vader pianoleraar en koordirigent was, maakte Bley vroeg kennis met muziek; ze speelde al toen ze vier jaar oud was. Na eerst een carrière in het rolschaatsen te ambiëren kwam ze toen ze zeventien was aan in New York, waar ze sigarettenverkoopster werd in de jazzclub Birdland. Aldaar ontmoette ze haar eerste man Paul Bley. Na haar vader moedigde ook hij haar aan te gaan componeren. Het huwelijk hield slechts twee jaar stand, maar ze heeft altijd de naam Bley aangehouden.
Haar talent als componist kwam al snel (begin jaren zestig) bovendrijven met opnamen door George Russel, Jimmy Giuffre en ook haar ex-man Paul Bley. Ze begon naast het componeren ook met het spelen van haar eigen muziek. Daartoe verzamelde ze een aantal moderne jazzmusici om zich heen in de Jazz Composers Guild (Gilde van jazz componisten). Tegen die tijd maakte ze ook kennis met trompettist Michael Mantler met wie ze een dochter Karen Mantler kreeg, die later ook een kortstondige carrière in de muziek maakte. Als vervolg op de JCG leidde ze samen met Mantler het Jazz Composer’s Orchestra; ze richtte met Mantler ook een nieuw platenlabel JCOA op, waar later nog artiesten als Clifford Thornton, Don Cherry en Roswell Rudd voor opnamen.
Een van der eerste opnamen was geen specifieke jazzplaat, maar een opera: Escalator over the Hill, een 3-LP. JCOA was geen lang leven beschoren en Bley en Mantler kwamen met Watt Works, een label voor hun eigen muziek en sinds het begin gekoppeld aan een ander specifiek jazzlabel: ECM Records uit München. Zij samen promootten ook het stichten van eigen labels binnen de jazzmuziek, zodat de musici een grote mate van zelfstandigheid konden behouden.
Sinds het begin van haar muzikale loopbaan heeft ze op tal van albums meegespeeld, composities geschreven voor haar eigen bands en voor anderen: Gary Burton, Jack Bruce, Robert Wyatt en Charlie Haden, alsook voor een soloalbum van Pink Floyd-drummer Nick Mason, die altijd van jazz heeft gehouden. Andersom speelden bekende musici in haar band, bijvoorbeeld de trompettist van de band Blood, Sweat & Tears, Lew Soloff.
In 1997 werd haar opera Escalator voor het eerst daadwerkelijk live uitgevoerd in Keulen; er was een orkestratie van gemaakt door Jeff Friedman. De opera had zelfs een kleine Europese tournee; ook later werd de opera nog uitgevoerd.
Er kwam sporadisch nog een album van Bley uit, dan weer voor bigband, dan weer voor klein ensemble, of een album alleen met haar partner Steve Swallow, een bassist die haar vanaf de jaren zestig begeleidde. Een voorbeeld is het album Trios, dat ze met producer Manfred Eicher (Ballad of the Fallen) opnam voor ECM met haar vaste trio met bassist Steve Swallow en tenor- en sopraansaxofonist Andy Sheppard.
Tevens trad ze af en toe op met haar band The Lost Chords, waarin behalve zijzelf, Steve Swallow en Andy Sheppard slagwerker Billy Drummond speelde.
Bley overleed op 87-jarige leeftijd.

## Discografie
- 1971: Escalator over the Hill (Carla Bley and Paul Haines)
- 1974: Tropic Appetites (Carla Bley)
- 1975: Live in '75 (Jack Bruce Band)
- 1977: Dinner Music (Carla Bley)
- 1978: European Tour 1977 (Carla Bley Band)
- 1979: Musique Mecanique (Carla Bley Band)
- 1981: Fictitious Sports (Nick Mason, recorded 1979)
- 1981: Social Studies (Carla Bley Band)
- 1982: Live! (Carla Bley Band)
- 1983: The Ballad of the Fallen (Charlie Haden and Carla Bley)
- 1984: I Hate to Sing (Carla Bley Band)
- 1984: Heavy Heart (Carla Bley)
- 1985: Night-Glo (Carla Bley)
- 1987: Sextet (Carla Bley)
- 1988: Duets (Carla Bley and Steve Swallow)
- 1989: Fleur Carnivore (Carla Bley)
- 1991: The Very Big Carla Bley Band (Carla Bley Band)
- 1992: Go Together (Carla Bley and Steve Swallow)
- 1993: Big Band Theory (Carla Bley)
- 1994: Songs with Legs (Carla Bley)
- 1996: ...Goes to Church (Carla Bley Big Band)
- 1998: Fancy Chamber Music (Carla Bley)
- 2000: 4x4 (Carla Bley)
- 2003: Looking for America (Carla Bley Big Band)
- 2004: The Lost Chords (Carla Bley)
- 2007: The Lost Chords find Paolo Fresu (Carla Bley)
- 2013: Trios (Carla Bley, Andy Sheppard & Steve Swallow) (ECM Records)
- 2020: Life Goes On (Carla Bley, Andy Sheppard & Steve Swallow) (ECM Records)

Daarnaast zijn haar composities op tal van andere jazzalbums terug te vinden.

## Voetnoot
1. ↑  Sommige websites vermelden als geboortejaar 1938; dit artikel houdt 1936 aan, aangezien dat de datum is die aangegeven wordt op haar eigen site (eerste externe link).
2. ↑  (en) Carla Bley, Jazz Composer, Arranger and Provocateur, Dies at 87

- Bibsys: 2040253
- Biblioteca Nacional de España: XX859420
- Bibliothèque nationale de France: cb138915849 (data)
- CiNii: DA11230068
- Gemeinsame Normdatei: 133607550
- International Standard Name Identifier: 0000 0001 1442 9420
- Library of Congress Control Number: n80159163
- Nationale Bibliotheek van Letland: 000325091
- MusicBrainz: 3b2234ea-2169-41dc-9524-0b896fa69c4c
- Nationale Bibliotheek van Tsjechië: xx0025791
- Nationale bibliotheek van Australië: 35874563
- Nationale Bibliotheek van Israël: 987007324759805171
- Nationale en Universitaire bibliotheek Zagreb: 000555276
- Nederlandse Thesaurus van Auteursnamen: 073236713
- Réseau des bibliothèques de Suisse occidentale: 02-A003013840
- SNAC: w61v8j5n
- Système universitaire de documentation: 080494897
- Museum of New Zealand Te Papa Tongarewa: 27536
- Trove: 1126173
- Virtual International Authority File: 44484407
- WorldCat: E39PBJp6cctHjGCbvYFBGmQ8YP